# Masakry na tle etnicznym w Burundi (1988)
Masakry na tle etnicznym w Burundi w 1988 roku – pogromy członków mniejszości Tutsi z rąk członków grupy etnicznej Hutu, a następnie zakrojone na szeroką skalę odwetowe masakry Hutu dokonane przez zdominowaną przez Tutsi armię, do których doszło w sierpniu 1988 w gminach Ntega i Marangara w północnej części Burundi.
Hutu stanowili najliczniejszą grupę etniczną w Burundi, lecz od 1965 roku władza, przywileje i bogactwo były zastrzeżone wyłącznie dla przedstawicieli mniejszości Tutsi. W sierpniu 1988 w gminach Ntega i Marangara na północy kraju wybuchło spontaniczne powstanie Hutu, wywołane prowokacjami lokalnych urzędników Tutsi oraz obawami przed powtórzeniem się ludobójstwa z 1972 roku. W trakcie kilkudniowych zamieszek zostało zabitych kilkuset Tutsi, w tym liczne kobiety i dzieci. W odwecie rządowa armia zamordowała od 15 tys. do 30 tys. Hutu, a kolejnych 50 tys. zmusiła do ucieczki z kraju. Masakry w Ntega i Marangara wywołały międzynarodowe oburzenie, co zmusiło prezydenta Pierre’a Buyoyę do rozpoczęcia procesu demokratyzacji.

## Tło społeczno-historyczne
Burundi, podobnie jak sąsiednia Rwanda, uzyskało niepodległość 1 lipca 1962 roku. Brzemienny wpływ na losy obu państw wywarł narastający antagonizm pomiędzy zajmującą tradycyjnie wyższą pozycję społeczną mniejszością Tutsi a dominującymi liczebnie Hutu. W Rwandzie narastające napięcia na tle etnicznym doprowadziły ostatecznie do wybuchu krwawego powstania ludowego (1959–1962), które przyniosło obalenie tamtejszej monarchii Tutsi oraz utworzenie całkowicie zdominowanej przez Hutu republiki. Z kolei Burundi, gdzie hierarchia społeczna oraz podziały etniczne były o wiele mniej sztywne i znacznie bardziej skomplikowane niż w sąsiednim państwie, rozpoczęło niepodległy byt jako monarchia konstytucyjna, w której duże wpływy zachowali Tutsi. Pod wpływem szeregu czynników relacje pomiędzy obiema grupami etnicznymi szybko uległy jednak gwałtownemu pogorszeniu. Nieudany zamach stanu, przeprowadzony przez grupę oficerów Hutu w październiku 1965, umożliwił kontrolowanej przez Tutsi armii zdobycie dominującego wpływu na sprawy państwa. Po kilkumiesięcznym okresie trudnej koabitacji wojsko obaliło monarchię i proklamowało powstanie tzw. Pierwszej Republiki (28 listopada 1966). Na czele państwa stanął dotychczasowy premier i minister obrony – kapitan Michel Micombero.
W kolejnych latach wojskowy reżim systematycznie ograniczał wpływy Hutu w życiu politycznym, siłach zbrojnych i administracji. W kwietniu 1972 radykalni politycy Hutu wywołali z pomocą kongijskich najemników zbrojne powstanie w południowych prowincjach kraju, w trakcie którego zamordowano od kilkuset do kilku tysięcy Tutsi. Rebelia została jednak szybko stłumiona przez rządową armię, a represje wobec jej sympatyków przekształciły się w planową i systematyczną eksterminację elity społecznej Hutu. Od końca kwietnia do września 1972 zamordowano w Burundi od 100 tys. do 300 tys. Hutu, a co najmniej 150 tys. zmuszono do ucieczki z kraju. Był to pierwszy odnotowany przypadek ludobójstwa w historii postkolonialnej Afryki. Rzezie z 1972 roku ostatecznie utwierdziły status Tutsi jako warstwy dominującej. Przez następnych 16 lat władza, wpływy, przywileje i bogactwo były zastrzeżone wyłącznie dla przedstawicieli tej grupy etnicznej, podczas gdy Hutu blokowano dostęp do edukacji oraz pozbawiano ich możliwości służby w strukturach militarnych lub pracy w administracji państwowej.
1 listopada 1976 prezydent Micombero został obalony przez wojskowy zamach stanu. Władzę w państwie przejęła Najwyższa Rada Wojskowa, na której czele stał podpułkownik Jean-Baptiste Bagaza. Czasy jego rządów znane są w historii Burundi jako okres tzw. Drugiej Republiki. Początkowo Bagaza podejmował szereg działań świadczących pozornie o dążeniu do załagodzenia rozdzierających kraj antagonizmów etnicznych. W rzeczywistości jego polityka zmierzała jednak do ugruntowania całkowitej dominacji Tutsi w życiu politycznym i społecznym. Funkcjonujący w okresie Drugiej Republiki system urzędowej dyskryminacji Hutu (zwłaszcza w dziedzinie edukacji) bywał porównywany z południowoafrykańskim apartheidem . Reżim Bagazy prowadził również politykę ograniczania praw Kościoła rzymskokatolickiego, podejrzewanego o wspieranie aspiracji Hutu.

## Narodziny Trzeciej Republiki

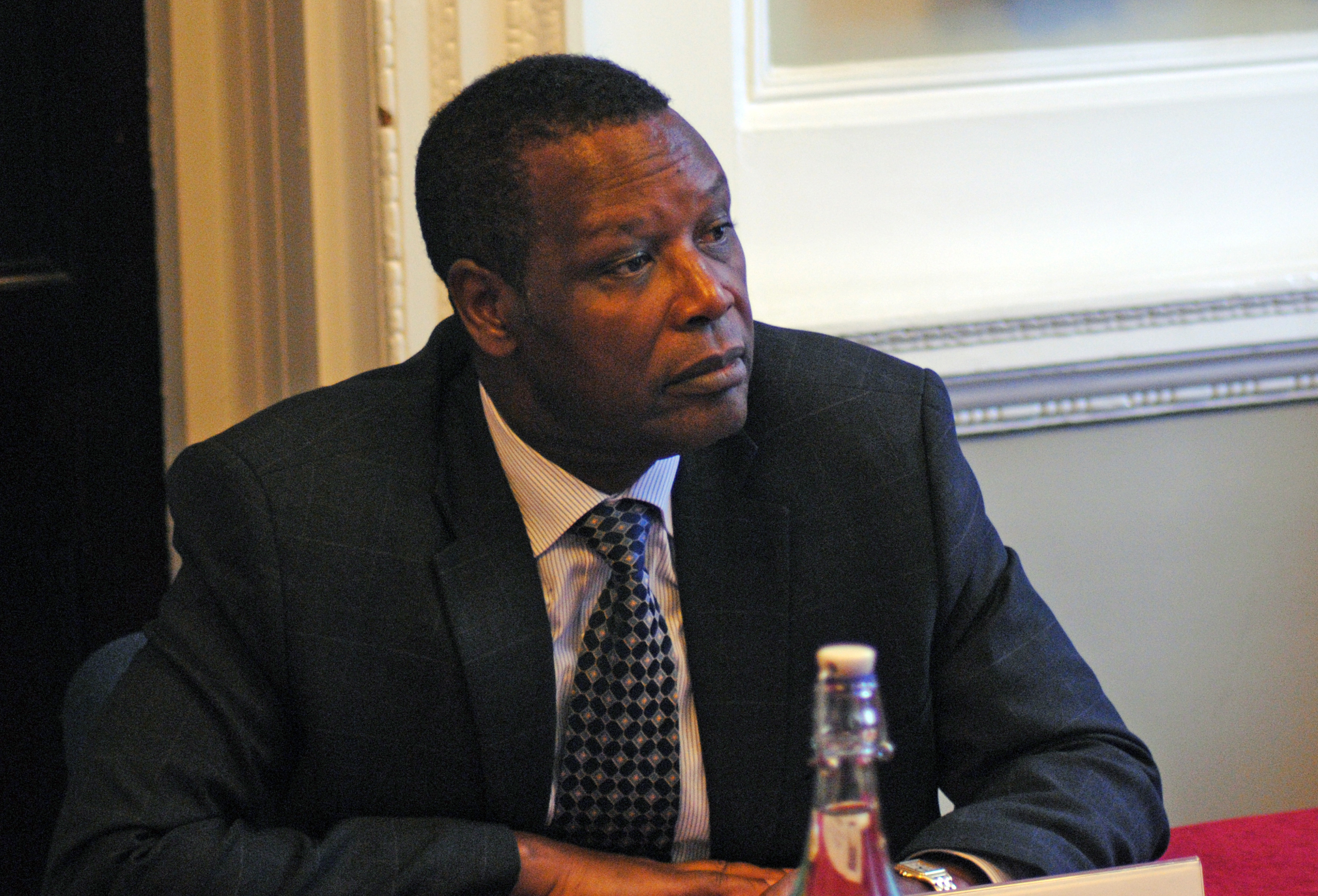
Pierre Buyoya (zdjęcie z 2013)

W połowie lat 80. rządy Bagazy były już skrajnie niepopularne we wszystkich warstwach społeczeństwa. W głęboko konserwatywnym kraju antykościelna polityka reżimu budziła sprzeciw nie tylko mas Hutu, lecz również wielu Tutsi. Część rządzącej elity była głęboko zaniepokojona faktem, iż represje wobec Kościoła pogorszyły międzynarodowy wizerunek Burundi oraz skonfliktowały państwo z najważniejszymi dawcami pomocy rozwojowej. Niezadowolenie w szeregach armii i państwowej biurokracji budziła również szeroko rozpowszechniona korupcja i nepotyzm. Katalizatorem wybuchu niezadowolenia stała się zwłaszcza decyzja Bagazy o przeniesieniu dużej grupy oficerów na wcześniejszą emeryturę, co wobec trudnej sytuacji gospodarczej kraju oznaczało dla wielu wojskowych faktyczną deklasację. Upadek Bagazy nastąpił 3 września 1987, gdy grupa oficerów i podoficerów dokonała bezkrwawego zamachu stanu. Dyktator, przebywający wówczas na szczycie frankofońskim w Quebecu, został pozbawiony wszystkich stanowisk rządowych i partyjnych. Decyzją Wojskowego Komitetu Ocalenia Narodowego prezydentem został obwołany major Pierre Buyoya.
Bezkrwawy pucz sprawiał z pozoru wrażenie klasycznego przewrotu pałacowego, gdyż Buyoya pozostawał od lat członkiem ścisłej elity władzy. Podobnie jak obalony prezydent wywodził się z podgrupy Tutsi-Hima oraz pochodził z południowej prowincji Bururi. Z kolei Wojskowy Komitet Ocalenia Narodowego był złożony wyłącznie z Tutsi – w większości również pochodzących z Bururi. Niemniej Buyoya zainicjował pewne reformy zmierzające do liberalizacji systemu politycznego. Doprowadził w pierwszym rzędzie do normalizacji stosunków z Kościołem, znosząc większość ograniczeń nałożonych nań w okresie Drugiej Republiki. Nakazał zwolnienie setek Hutu uwięzionych z przyczyn politycznych, podczas gdy trzech wysokich rangą urzędników Tutsi zostało postawionych przed sądem pod zarzutem przyjmowania łapówek. Uznanie społeczności międzynarodowej przyniosła mu również aktywna walka z przemytem kości słoniowej . Duży oddźwięk zdobył także komunikat wydany 5 grudnia 1987 przez Wojskowy Komitet Ocalenia Narodowego, w którym pośrednio przyznano (po raz pierwszy od kilkunastu lat), iż w Burundi występują podziały na tle etnicznym. W dokumencie tym znalazła się obietnica, iż Komitet uczyni wszystko co w jego mocy, aby „doprowadzić do końca różne formy podziałów, które zagrażają zgodzie i harmonii pomiędzy rozmaitymi etnicznymi, regionalnymi i klanowymi komponentami burundyjskiego narodu”.
Po latach rządów „twardej ręki” umiarkowana „odwilż” zainicjowana przez Buyoyę wzbudziła wśród mas Hutu ogromne nadzieje na poprawę swojego losu. Gesty wykonywane przez nowego prezydenta nie miały jednak większego przełożenia na postępowanie lokalnych urzędników i notabli. Buyoya nie miał zresztą zamiaru dokonywać żadnych reform, które zagroziłyby monopolowi Tutsi w armii i systemie władzy. Rozdźwięk między rozbudzonymi nadziejami Hutu a rzeczywistością sprawił, że napięcie polityczne zaczęło szybko rosnąć. Między styczniem a marcem 1988 szkoły średnie w Burundi dotknęła fala strajków uczniowskich. Wielu uczniów, zazwyczaj Hutu, zostało wówczas wydalonych ze szkół. 23 kwietnia 1988 dziesiątki studentów Hutu z nieznanych przyczyn uciekły z kampusu uniwersyteckiego w Bużumburze. Jednocześnie z północnych prowincji Ngozi i Kirundo zaczęły napływać informacje o dystrybuowaniu antyrządowych ulotek oraz tajnych zgromadzeniach z udziałem miejscowych Hutu. Wielu członków tej grupy etnicznej w obawie przed spodziewanymi represjami uciekło zawczasu na terytorium sąsiedniej Rwandy. 10 maja 1988 bp. Bernard Bududira, ordynariusz diecezji Bururi, wystosował list otwarty, w którym wymieniał rozmaite przejawy dyskryminacji na tle etnicznym, wskazując jednocześnie, iż „za każdym razem, gdy spotyka się grupa Hutu, są oni podejrzewani o spiskowanie”. Biskup wezwał także rząd, aby przestał traktować kwestię antagonizmów etnicznych jako tabu i rozpoczął na ten temat zasadniczą debatę. Ów ostry w tonie list był znakiem zmiany zachowawczej dotąd polityki burundyjskiego episkopatu, a jego znaczenie podnosił fakt, iż bp. Bududira był z pochodzenia Tutsi.

## Masakry w Ntega i Marangara
Napięcie polityczne, które ogarnęło Burundi w 1988 roku, było szczególnie odczuwalne w gminie Marangara w prowincji Ngozi oraz w sąsiadującej z nią gminie Ntega w prowincji Kirundo. Obie gminy leżały w północnej części kraju, przy granicy z Rwandą. Obok opisanych wcześniej przyczyn o charakterze ogólnokrajowym, na wzrost antagonizmów etnicznych w tym regionie nałożyło się również wiele czynników o znaczeniu lokalnym:
- po zwycięskiej rewolucji Hutu w Rwandzie na terenach północnych prowincji Burundi osiedliło się wielu uchodźców Tutsi. Większość z nich traktowała miejscowych Hutu ze szczególną wrogością i pogardą[23].
- mieszkańcy Ntega oraz sąsiednich gmin utrzymywali się przede wszystkim z uprawy kawowca. Region ten był stosunkowo zamożny – w 1985 roku PKB per capita w prowincji Kirundo wynosił 40 tys. burundyjskich franków, tj. ponad 50% więcej niż wynosiła średnia krajowa. O ile jednak większość rolników wywodziła się z Hutu, o tyle większość pośredników i handlarzy kawą należała do Tutsi. Fakt ten negatywnie wpływał na stosunki pomiędzy obiema grupami etnicznymi, zwłaszcza gdy w połowie lat 80. nastąpił kryzys ekonomiczny, spowodowany spadkiem cen kawy na światowych rynkach[24].
- mimo iż centralny budżet uzyskiwał znaczące dochody dzięki miejscowym uprawom kawowca, infrastruktura społeczna w Ntega i Marangara pozostawała słabo rozwinięta oraz trudno dostępna dla przeciętnych Hutu. Dla przykładu w Ntega na ponad 40 tys. mieszkańców przypadał zaledwie jeden wykwalifikowany pracownik służby zdrowia (fr. technicien de santé). Zaledwie 40% dzieci w wieku szkolnym podejmowało naukę w szkołach podstawowych. Co więcej, w szkołach w prowincji Kirundo liczba uczniów Hutu i Tutsi była mniej więcej równa, mimo iż ci pierwsi stanowili zdecydowaną większość populacji[25].
- w okresie zbiorów owoców kawowca (kwiecień–maj) wzrastał znacząco ruch graniczny, co wykorzystywali opozycjoniści Hutu przebywający na emigracji w Rwandzie, aby szerzyć w północnych prowincjach Burundi antyrządową propagandę[24].
- w kwietniu 1988 w Ntega i Marangara odbyły się wybory do tzw. komitetów sekcyjnych rządzącej partii UPRONA[b]. Hutu zdobyli wówczas większość miejsc (w Ntega aż 84%), co nie miało jednak większego przełożenia na lokalne stosunki, gdyż zarządcy gminni – zazwyczaj wywodzący się z Tutsi – dysponowali niemal nieograniczoną władzą. Fakt ten budził głębokie rozgoryczenie Hutu, którzy określili głosowanie mianem „fikcyjnych wyborów” (fr. élections bidon)[26].
- frustrację i gniew Hutu pogłębiały prowokacje ze strony lokalnych urzędników i notabli Tutsi[26]. Szczególnie znienawidzeni byli Emmanuel Kajambere z Marangara oraz Réverien Harushingoro z Ntega. Ten pierwszy był zarządcą gminnym, znanym ze swej arogancji, bezkompromisowości i zaangażowania w obronę interesów Tutsi[27]. Drugi był z kolei bogatym kupcem pośredniczącym w obrocie owocami kawowca – znienawidzonym przez rolników Hutu, a zarazem powszechnie znanym z aktywnego udziału w ludobójstwie w 1972 roku[28].

Wobec rosnącego napięcia Kajambere w dniu 28 czerwca 1988 zwołał w Marangara zebranie lokalnych urzędników i notabli (Tutsi i Hutu). Celem spotkania było omówienie problemu „nielegalnych i tajnych spotkań trybalistów”. Kajambere ostrzegł wówczas Hutu przed konsekwencjami, jakie mogą ich spotkać z powodu antyrządowej działalności, grożąc jednocześnie w zawoalowanej formie, że rzezie z 1972 roku mogą się powtórzyć. Kilka tygodni później (5 sierpnia) wezwane z Ngozi oddziały żandarmerii zaczęły intensywnie patrolować okolicę. Pojawienie się żandarmów, w połączeniu z wcześniejszymi groźbami Kajambere, wywołało panikę wśród rolników Hutu. Zaczęli oni spontanicznie stawiać barykady na drogach oraz organizować grupy samoobrony, uzbrojone w łuki, motyki i maczety. W nocy z 5 na 6 sierpnia zniszczono także kilka lokalnych mostów, a następnego dnia – kolejnych pięć.
W odpowiedzi władze rozlokowały w Marangara 4. batalion piechoty. Do gminy udał się także osobiście minister spraw wewnętrznych, który zamierzał dopilnować odbudowy mostów, a zarazem rozładować napięcie poprzez dialog z lokalnymi liderami Hutu. Spotkanie zorganizowano w ambulatorium w Murehe, gdzie przywódcy Hutu zażądali, aby Kajambere, miejscowy sędzia oraz technicien de santé zatrudniony w Murehe (rwandyjski Tutsi) zostali zwolnieni w trybie natychmiastowym. Minister odmówił spełnienia tego żądania. Kontynuował następnie inspekcję prowincji, podczas gdy wojsko i żandarmeria nadal patrolowały okolice Marangara. Wielu Hutu zostało aresztowanych pod zarzutem niszczenia mostów. Wśród pozostałych narastało przekonanie, że władze szykują się do powtórzenia ludobójstwa sprzed 16 lat. Jeden z miejscowych Hutu, który schronił się później na terytorium Rwandy, wspominał w rozmowie z zagraniczną dziennikarką: „Wiedzieliśmy co [Tutsi] zamierzają zrobić. Wszyscy powtarzali: 1972! 1972!”. Analogii z wydarzeniami z 1972 roku doszukiwano się również w fakcie, iż Buyoya pochodził z tego samego klanu Tutsi, co odpowiedzialny za ludobójstwo prezydent Micombero („To syn Micombero! Rok 1972 znowu się powtarza!”).
Wybuch nastąpił jednak najpierw w sąsiedniej gminie Ntega. 14 sierpnia miejscowi Hutu zaobserwowali, iż znienawidzony Réverien Harushingoro oprowadza oddział żołnierzy po okolicznych wzgórzach. Jeszcze tej samej nocy grupa Hutu otoczyła jego dom. Spanikowany Harushingoro otworzył wówczas ogień do tłumu, zabijając 6 osób. Niemalże natychmiast został zlinczowany; zabito też jego rodzinę, a dom podpalono. Do końca dnia 15 sierpnia wzgórza wokół Ntega i Marangara ogarnęła rebelia Hutu. Grupy powstańców – uzbrojonych w łuki, włócznie, maczugi i maczety – podpalały domy Tutsi, a mieszkańców mordowały bez względu na wiek i płeć. Setki Tutsi chcąc ratować życie próbowały ukryć się w buszu oraz na terenie katolickich misji. To ostatnie rozwiązanie nie zawsze zapewniało jednak bezpieczeństwo. W Ntega z rąk Hutu zginęło ok. 300 Tutsi, którzy ukryli się w budynkach miejscowej misji. W trakcie kilkudniowych rozruchów zostało zamordowanych co najmniej kilkuset Tutsi.
Odpowiedź władz była niezwykle brutalna. Na terenie objętym powstaniem rozlokowano co najmniej dwa bataliony wojska, wyposażone w śmigłowce i pojazdy opancerzone . W odwecie za śmierć swych rodaków żołnierze stosowali ślepy terror, mordując tysiące Hutu bez względu na wiek, płeć, czy też związki z powstańcami. Palono i mordowano nawet te wsie, gdzie z rąk Hutu nie ucierpiał żaden Tutsi. Dokładna liczba ofiar akcji represyjnej nie jest znana. Najbardziej ostrożne szacunki mówią o 15 tys. zamordowanych. Nie jest jednak wykluczone, że liczba ofiar sięgnęła 20 tys., a nawet 30 tys. Hutu. Co najmniej 50 tys. Hutu uciekło na terytorium Rwandy, gdzie w prymitywnych warunkach zmuszeni byli wegetować w obozach dla uchodźców . Około 45 tys. uciekinierów po krótkim czasie powróciło do ojczyzny; wielu jednak zostało po powrocie aresztowanych przez burundyjskie służby bezpieczeństwa.
Brakuje dowodów wskazujących, aby powstanie Hutu w Ntega i Marangara było w jakikolwiek sposób inspirowane przez zbrojną opozycję Hutu. Miało ono zasadniczo spontaniczny charakter, a jego główną przyczyną były obawy przed powtórzeniem się ludobójstwa z 1972 roku oraz prowokacje lokalnych urzędników Tutsi. Z drugiej strony odwetowe masakry prawdopodobnie przybrały tak wielkie rozmiary na skutek inicjatywy obecnych na miejscu oficerów i żołnierzy – nie zaś z powodu rozkazów wydanych przez kierownictwo państwa.

## Konsekwencje polityczne
Początkowo rząd Burundi starał się przejść do porządku dziennego nad kryzysem w Ntega i Marangara, a jego reakcja nie odbiegała wiele od dotychczasowej praktyki. Przyczyn masakry doszukiwano się w „zewnętrznej inspiracji”, ogłaszając jednocześnie, iż liczba ofiar wyniosła zaledwie 5 tys. Rząd nadal zaprzeczał, iż w Burundi występują konflikty na tle etnicznym. Buyoya pytany przez zagranicznego dziennikarza o liczbę ofiar Hutu i Tutsi odpowiedział: „Jesteśmy wszyscy Burundyjczykami”. Na przełomie sierpnia i września 1988 aresztowano 48 Hutu podejrzewanych o udział w napadach na Tutsi. Żaden z nich nie stanął przed sądem, wielu torturowano, dwóch zmarło w więzieniu. Pozostałych 46 więźniów zwolniono dopiero pod wpływem nacisków międzynarodowych (sierpień 1990). Równocześnie żaden z Tutsi uczestniczących w masakrach Hutu nie został postawiony przed sądem. 
22 sierpnia 1988 dwudziestu siedmiu wiodących intelektualistów Hutu wystosowało list otwarty do prezydenta Buyoyi. Oskarżyli oni rząd o utrwalanie niesprawiedliwości i nierówności społecznych, wskazując, iż kryterium etniczne pozostaje decydujące przy podziale władzy i bogactwa. Autorzy listu wprost oskarżyli również armię o spowodowanie masakry w Ntega i Marangara, domagając się jednocześnie powołania międzynarodowej komisji śledczej oraz podjęcia kroków na rzecz zagwarantowania Hutu większych wpływów w rządzie i siłach zbrojnych. Autorzy listu stali się obiektem gwałtownych ataków rządowej propagandy. Sześciu osadzono w więzieniu (bez wyroku sądowego), dziewięciu innych uciekło do Rwandy w obawie przed aresztowaniem. 
Począwszy od października 1988 polityka władz uległa jednak diametralnej zmianie. Był to w pierwszym rzędzie efekt nacisków międzynarodowych. O ile bowiem w 1972 roku ludobójstwo Hutu nie wywołało większej reakcji światowej opinii publicznej, o tyle w 1988 roku zareagowała ona z oburzeniem na tragedię w Ntega i Marangara. Masakry szeroko opisywała m.in. prasa w Belgii, Francji, Niemczech Zachodnich i USA; głośno protestowały również organizacje broniące praw człowieka. Ministrowie spraw zagranicznych Belgii i Kanady zażądali przeprowadzenia międzynarodowego śledztwa (kolejno 24 i 31 sierpnia 1988), podczas gdy Parlament Europejski przyjął ostrą w słowach rezolucję, w której powiązano masakry z prowadzoną przez reżim polityką dyskryminacji etnicznej (wrzesień 1988). Bank Światowy również wyraził swoje zaniepokojenie oraz skierował do Burundi specjalną „misję ds. informacji i dialogu” (październik 1988). Indyferentna była jedynie postawa Francji, tradycyjnie występującej w roli protektora krajów frankofońskich. 
We wrześniu 1988 przed Izbą Reprezentantów USA przeprowadzone zostało publiczne przesłuchanie poświęcone wydarzeniom w Burundi. 7 października 1988 obie izby Kongresu uchwaliły zbieżną rezolucję, w której potępiono akty przemocy oraz wezwano rząd Burundi do podjęcia działań na rzecz narodowego pojednania. Rezolucja wzywała jednocześnie prezydenta USA oraz sekretarza stanu do przeprowadzenia kompleksowej oceny stosunków dwustronnych z Burundi, a także do zawieszenia wszelkiej pomocy gospodarczej dla tego kraju (poza pomocą humanitarną) oraz zablokowania pożyczek udzielanych Burundi przez Bank Światowy, o ile w ciągu sześciu miesięcy od przyjęcia rezolucji :
- nie zostanie przeprowadzone bezstronne śledztwo z udziałem ekspertów międzynarodowych;
- rząd Burundi nie podejmie działań w celu ukarania osób odpowiedzialnych za masakry – wojskowych, urzędników, osób prywatnych;
- rząd Burundi nie podejmie energicznych działań w celu umożliwienia uchodźcom powrotu do swoich domów;
- rząd Burundi nie umożliwi zagranicznym dziennikarzom i organizacjom humanitarnym swobodnego dostępu do obszarów dotkniętych falą przemocy.

Obawiając się międzynarodowej izolacji oraz sankcji ekonomicznych, Buyoya podjął daleko idące reformy. 4 października 1988 powołana została 24-osobowa Narodowa Komisja do Zbadania Kwestii Jedności Narodowej, w której przedstawiciele Hutu i Tutsi zajęli równą liczbę miejsc. Jednym z zadań komisji było zbadanie przyczyn i przebiegu masakr w Ntega i Marangara oraz opracowanie rekomendacji, które posłużyć miały budowie narodowej jedności. Sześć miesięcy później komisja opublikowała końcowy raport ze swoich prac. Znalazły się w nim liczne półprawdy i niedopowiedzenia, niemniej po raz pierwszy w oficjalnym dokumencie państwowym wprost przyznano, że antagonizm Hutu-Tutsi pozostaje jednym z najważniejszych problemów Burundi.
W międzyczasie Buyoya dokonał również daleko idących zmian w swoim rządzie. Adrien Sibomana – były gubernator prowincji Muramvya, z pochodzenia Hutu – został mianowany premierem, podczas gdy liczbę ministrów Hutu zwiększono z sześciu do dwunastu. Tym samym po raz pierwszy od 1965 roku Burundi miało rząd, którego premier oraz połowa ministrów wywodziła się z Hutu. Wkrótce przyjęto także nową konstytucję oraz „Kartę Jedności Narodowej”. W kolejnych latach proces demokratyzacji był kontynuowany (mimo licznych trudności, krwawych starć na tle etnicznym jesienią 1991 oraz kilku prób zamachu stanu). Jego ukoronowaniem stały się wolne wybory prezydenckie w czerwcu 1993 roku, w których zwyciężył kandydat umiarkowanej opozycji Hutu – Melchior Ndadaye.